# Kutha
Kutha, Kuttha oder Kuthha bezeichnet die in der Religion des Sikhismus verbotene Form der religiös-rituellen und von Sikhs als langsam und qualvoll angesehenen Schlachtung von Tieren in Form des muslimischen Halāl- und des jüdischen koscheren Fleisches (Schächten); im Gegensatz zum erlaubten schnellen Schlachten, dem Jhatka, welches das Ziel verfolgt, das Schlachttier nur so kurz wie möglich leiden zu lassen.

## Geschichte
Guru Nanak missbilligte, dass Hindus zu seiner Zeit Halāl-Fleisch aßen, während sie in anderer Hinsicht streng an ihren Speisevorschriften festhielten: „Sie essen Ziegenfleisch, das kutha geschlachtet wurde und wobei fremde Worte gesprochen wurden, aber sie lassen niemand in ihren Kochbereich eintreten.“

## Wortherkunft
Kutha ist abgeleitet von dem Panjabi-Verb kohna „foltern“.